# Izomorfija
Izomorfija (izo- + -morfija), pojava jednakosti kristala različitih tvari.
Uvjeti su izomorfije:
1. isti tip kemijske formule,
2. jednaki polarizacijski odnosi između čestica (narav kemijske veze),
3. jednaki ili približno jednaki omjeri veličina konstitutivnih čestica: iona, atoma ili molekula (geometrijski uvjeti).

Valencija ili kemijska sličnost čestica sama po sebi nije presudna.
Tako su kristali kalijeva permanganata (KMnO4), kalijeva tetrafluoroborata (KBF4) i barijeva sulfata (BaSO4) međusobno izomorfni, iako se njihovi konstituenti kemijski znatno razlikuju. Nisu izomorfni oni kristali kod kojih izostaje bilo koji od navedenih uvjeta. Npr. kristali kalijeva i natrijeva klorida (KCl i NaCl) nisu izomorfni, jer ne zadovoljavaju geometrijske uvjete izomorfije.
Primjer: kalijeva stipsa, KAL(SO4)2·12H2O i kromova stipsa KCr(SO4)2·12H2O kristaliziraju u istom kristalnom sustavu i kristalne strukture su im jednake. Načini li se otopina koja sadrži obje tvari iz otopine će kristalizirati kristali koji sadrže ione Al3+ i Cr3+ u istom omjeru u kojem se nalaze u otopini. Nastala je izomorfna zamjena iona aluminija i kroma, koja se može dogoditi u bilo kojem omjeru. Kako su kristali kromove stipse tamnoljubičaste boje a kristali kalijeve stipse bezbojni, izomorfnom zamjenom možemo dobiti kristale raznih intenziteta ljubičaste boje. Zamjenom se stvaraju homogeni kristali mješanci. Pojava kristala mješanaca kod minerala više je pravilo nego iznimka. Ako se kristal kromove stipse uroni u zasićenu otopinu kalijeve stipse i obrnuto, rast kristala će se nastaviti. Tako se mogu dobiti kristali građeni naizmjenično od obojenih i bezbojnih slojeva. Slična pojava se opaža i kod para magnezijev sulfat i niklov sulfat.
Na velikoj slici je mineral sulfid olova, bakra i bizmuta formule PbCuBiS3.
- Kalijeva stipsa kristalizi-
- -ra kao i kromova stipsa